# Mutter
Mutter este al treilea album de studio al trupei germane de Neue Deutsche Härte, Rammstein. Albumul a fost lansat în data de 2 aprilie 2001 de către casa de discuri Motor Music.

## Lista cântecelor
1. Mein Herz brennt – 4:40
2. Links 2 3 4 – 3:36
3. Sonne – 4:32
4. Ich will – 3:37
5. Feuer frei! – 3:08
6. Mutter – 4:29
7. Spieluhr – 4:46
8. Zwitter – 4:17
9. Rein raus – 3:11
10. Adios – 3:49
11. Nebel – 4:54